# Lovro Kos
Lovro Kos, slovenski smučarski skakalec, * 23. julij 1999, Rudnik pri Moravčah. 
Je član kluba SSK Ilirija Ljubljana in slovenske moške skakalne reprezentance. V svetovnem pokalu je debitiral 31. januarja 2021 na tekmi v Willingenu, kjer je zasedel 39. mesto. Prvo uvrstitev med dobitnike točk je dosegel 25. marca 2021 na Letalnici bratov Gorišek s 27. mestom. 27. novembra 2021 je na tekmi v Ruki osvojil 15. mesto, 5. decembra v Wisłi pa se je z osmim mestom prvič uvrstil v prvo deseterico. 29. decembra je na prvi tekmi novoletne turneje v Oberstdorfu s šestim mestom dosegel svojo najboljšo uvrstitev v karieri, na drugi tekmi turneje v Garmisch-Partenkirchnu 1. januarja 2022 pa je s tretjim mestom dosegel prve stopničke v karieri. 10. februarja 2024 je dosegel prvo posamično zmago v karieri v Lake Placidu. 